# Thalpomys lasiotis
Thalpomys lasiotis är en däggdjursart som beskrevs av Thomas 1916. Thalpomys lasiotis ingår i släktet Thalpomys och familjen hamsterartade gnagare. IUCN kategoriserar arten globalt som livskraftig. Inga underarter finns listade.

## Utseende
Fler uppmätta hannar hade i genomsnitt en kroppslängd (huvud och bål) av 7,6 cm, en svanslängd av 4,6 cm och en vikt av 21 g. Bakfötterna är cirka 1,6 cm långa och öronen är ungefär 1,3 cm stora. Allmänt har honor en mindre storlek. Pälsen på ovansidan är gråbrun med inslag av orange och undersidan är ljusare så att den orange färgen blir tydligare. Jämförd med den andra arten i samma släkte har Thalpomys lasiotis inte lika tät päls.

## Utbredning
Denna gnagare har två från varandra skilda utbredningsområden i centrala och västra Brasilien. Arten vistas i savannen Cerradon samt i fuktigare gräsmarker. De flesta exemplar hittas i områden nära floder som tidvis översvämmas.

## Ekologi
Undersökningar av individernas magsäck visade att de har till 70 procent insekter som föda. Dessutom äts växtdelar som frön. Arten letar på natten efter föda och den går främst på marken. Honornas och hannarnas revir är ungefär 2 300 kvadratmeter stort. Enstaka hannar vandrade en kilometer eller lite mer under en natt för att hitta föda, ett nytt territorium eller en partner. Populationen är tätast mellan juni och oktober under den torra perioden, troligen på grund av tillgången till många mogna gräsfrön. Fortplantningstiden är beroende på populationens utbredning. Några bestånd föredrar regntiden och andra den torra perioden. Honan föder 2 eller 3 ungar per kull.